# محاصره پترا (۵۴۹)
محاصره پترا در سال ۵۴۹ میلادی هنگامی که امپراتور بیزانس ژوستینین یکم قلعه استراتژیک پترا در لازستان تحت کنترل ساسانیان را محاصره کرد، رخ داد. پادگان پترا تلفات سنگینی داد اما تا رسیدن پشتیبانی به رهبری مهر مهرویه مقاومت کرد و او توانست محاصره را آزاد کند.